# گوآراندا (سوکره)
گوآراندا (انگلیسی: Guaranda, Sucre) نام شهری در کشور کلمبیا است.